# نگارگری چینی

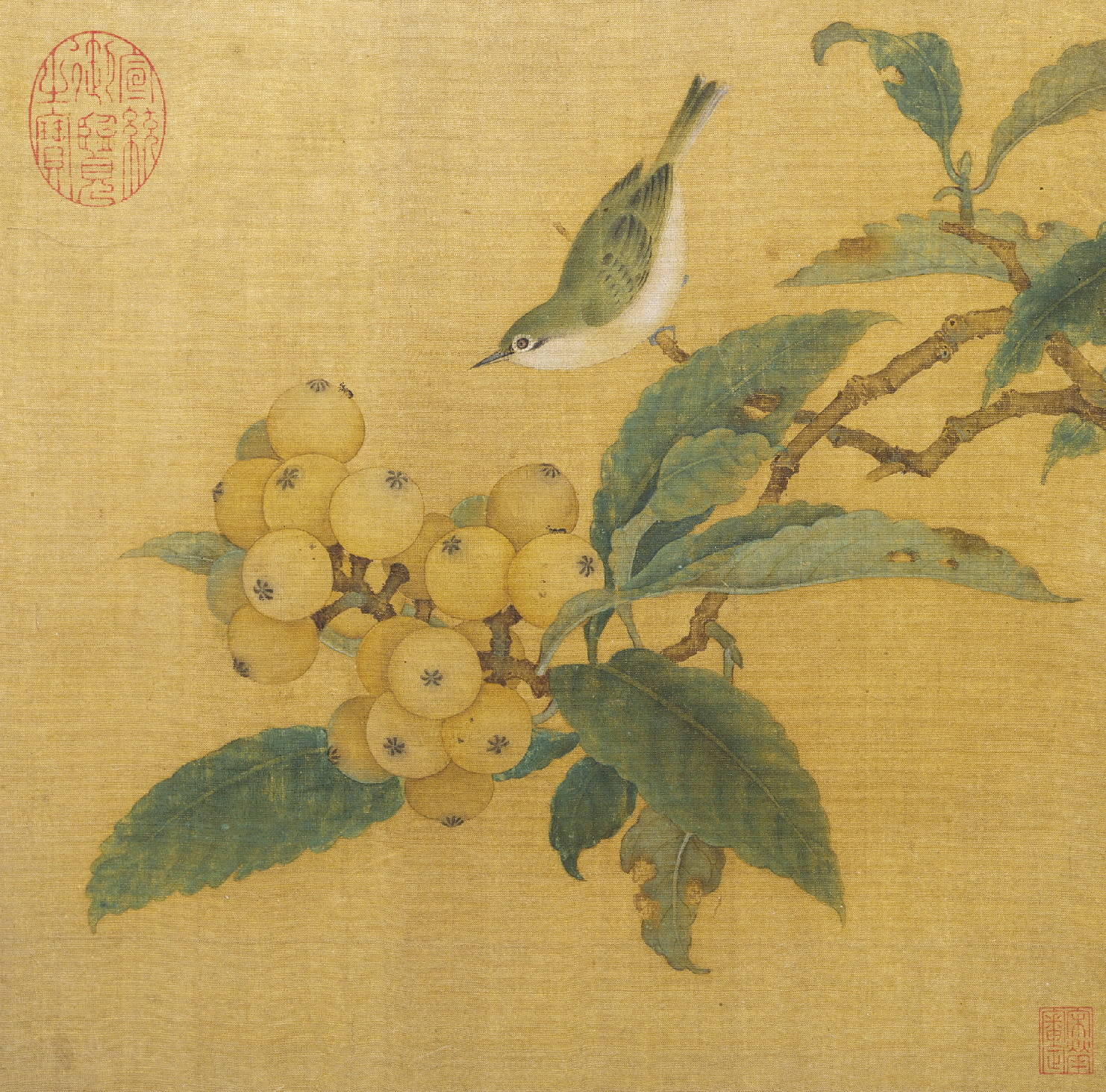
پرنده کوهستان از نقاشی ناشناس(۱۱۲۷–۱۲۷۹میلادی)

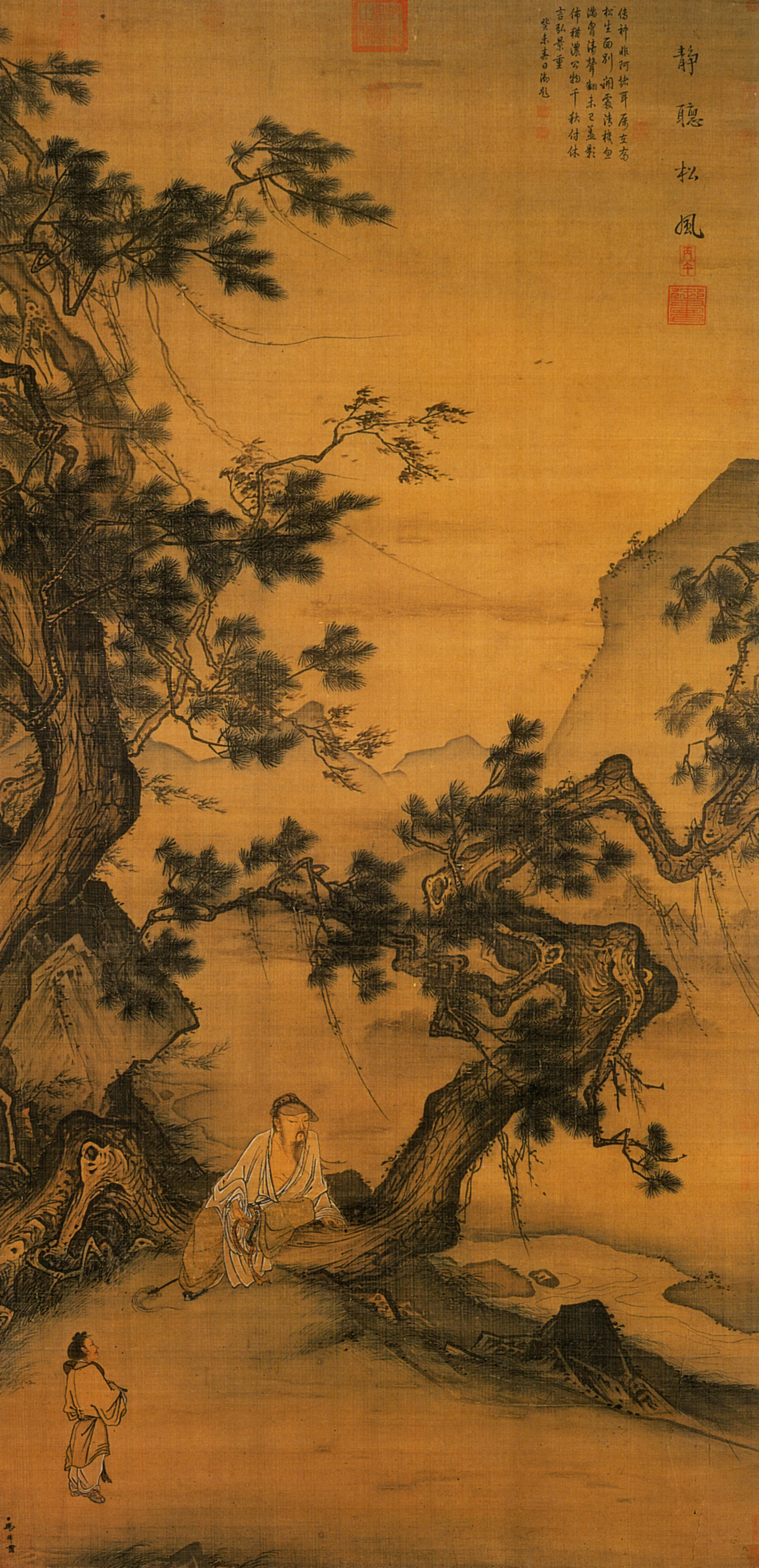
دیوار رفته اثر مالین در سال ۱۲۴۶-جوهر بر روی پارچه ابریشم

کهن‌ترین آثار از نوسنگی متاخر (حدود میانه هزاره سوم پیش از میلاد) در شمال چین می‌باشد. سفال‌هایی به رنگ قرمز و هندسی بوده‌است. نقش‌هایی در دودمان شانگ (۱۵۲۳تا ۱۰۲۸پیش از میلاد) به صورت قالب ریزی زیبایی بوده‌است. این نقوش تبحر در قالب ریزی یک دست رو نشان می‌دهد. این نقش‌ها با حالت خاص خود از بار بری طبیعت می‌باشد.
در دوره چو (۱۰۲۷تا ۱۲۵۶ قبل از میلاد) ظروف حالتی ظریف و تزئینی به خود می‌گیرد. استفاده از طلا، نقره و آینه رواج پیدا می‌کند. این نوع سفال‌ها با مردگان به خاک سپرده می‌شده‌است. با روی آمدن دوران چهار صد ساله «ملوک الطوایفی» و دوران ریشه‌کنی سنت پیشین و کتاب‌سوزی شروع می‌شود و دیوار چین در همین دوران ساخته می‌شود. تا ۲۰۶ پیش از میلاد تصویرگری این دوران نقش‌های برجسته سنگی و نقوش، استفاده از خطوط یکدست و تخت است. در دوران «وو» تدفین مردگان و خلقت به تصویر کشیده شده‌است. این تصاویر شباهت زیادی به نقاشیهای هنر مصر باستان داشته‌است.

## دوره‌ها
دوره‌های نقاشی به شرح زیر می‌باشد:

### اولین امپراتوری‌های چین (قبل از میلاد۲۲۱–۲۲۰)
در آغاز سلطنت (سلسله جین) نقاشی و خوشنویسی محبوب‌ترین هنر در بین محافل دادگاهی بوده‌است که به‌طور کل توسط افراد آماتور، اشراف، پژوهشگران و مقامات بوده‌است. خوشنویسی به‌طور چشمگیری محبوب تر از نقاشی بوده‌است. این خوشنویسی‌ها با استفاده از جوهرهای سیاه و سفید ساخته شده از دوده و چسب چوب تاج گاو به وسیله قلم موهایی از موی حیوانات بر روی کاغذ نقاشی می‌شده‌است. در دوران باستان این طرح‌های هنری بروی پارچه‌های ابریشمی انجام می‌شده‌است. گفتنی است که با اختراع کاغذ در قرن یکم ابریشم به تدریج با مواد جدید و ارزان‌تر جایگزین شد. در طول تاریخ چین، نوشته‌های اصیل توسط خوشنویسان معروف بر روی کتیبه‌های آویزان به دیوار همچنان نقاشی می‌شود.

### عصر تغییرات(۲۲۰–۵۸۱)

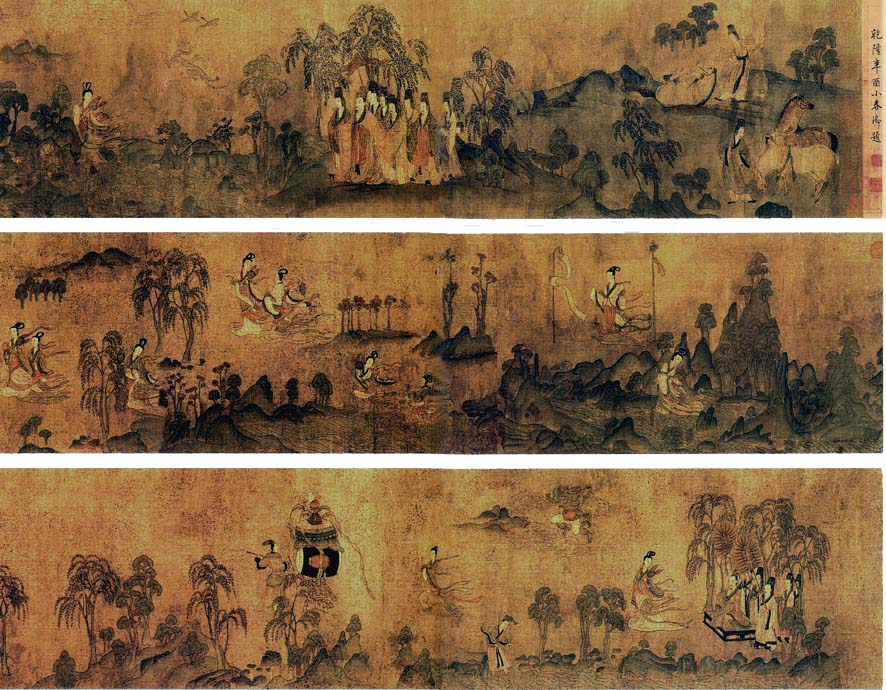
Luoshenfu by Gu Kaizhi (344-406 AD)

### سلسله هان
۲۰۶ پیش از میلاد

### شش قانون اصلی
شش قانون از نقاشی چینی توسط  اکسزو هو بنیان‌گذاری شد. او که یک نویسنده، نقاش تاریخی و یک منتقد بود. اثر معروف او «شش راه تفکر در خلق یک اثر می‌باشد». همچنین «ثبت‌هایی از طبقات نقاشی باستانی» می‌باشد. او در سال ۵۵۰ بعد از میلاد به خاطر نوشته ایش توقیف شد. شش جوهر فرد در تعریف کردن معنی نقاشی شامل است:
- «همنوایی روح»
- «روش استخوان بندی»
- «ارتباط با شیء»
- «در خور بودن درج شدن»
- «تقسیم‌بندی نقاشی»
- «ارسال پیام توسط رونوشت»

### آیین بودا (سدّه اول میلادی)
سده اول میلاد-در زمان سه پادشاهی در این دوران تحت تأثیر هنر هندی بوده‌است. این نقش‌ها بیشتر به صورت برجسته بوده‌است. ساکیامونی بودا متعلق به ۳۳۸ میلادی، شباهت زیاد با نمونه‌ای هندی دارد. بعد چند دهه با نفوذ هند بر چین هنر چین دستخوش تغییراتی شد. در این دوران؛ پاگوداهای عظیمی د ر چین شکل گرفت که می‌توان به پاگونی «تاین» اشاره کرد. معابدی نیز هستند که می‌توان به تون هوانگ، لونگ مین و یون کانت اشاره کرد.
سپس دوران تانگ آغاز می‌شود که بیشتر با تجارت گسترش می‌یابد.

### دوره تانگ و سو(۵۸۱–۹۶۰)
در این دوران از رنگ‌های پرتنوع برای نقاشی بهشتی استفاده می‌شود. این نقاشی‌ها فاقد اصول ژرفانمایی می‌باشد؛ لذا بیننده به‌طور آزادانه از این نگاره استفاده می‌کرده‌است. در دوره تانگ به دلیل حمایت از هنرمندان آثار هنری غنی به وجود آمدهاست. به ویژه از دوره «هوئی زونگ» که هنرمندان زیادی را به دور خود جمع می‌کرده‌است.

### سلسله یوان((۹۶۰–۱۳۶۸)
در این دوره شاهد تأکید صریح بر بیان تصویری غنای بیشتر در رنگ و تمایل زیاد به واقع گرایی دیده می‌شود.
ایجاد پیوند در میان نقاشی و ادبیات، استفاده از کنایه‌های ادبی توسط نقاشان. چهار استاد سلسله یوآن هوانگ گونک وانگ، و وچن وانگ منگ و تی سان بودند.

### سلسله مینگ
آشکارسازی و وفاداری به ظواهر طبیعت به رغم آرمان گراییشان. از جنبهٔ عرفانی و شکوهمند طبیعت در این دوره کاسته شد. تداوم الگو برداری از نقاشی دوره سونگ وجود داشت، اما خصلت تخیلی و اشارات ظریف آن‌ها تقریباً از دست رفت. استعداد نقاشان دوره مینگ بیشتر در زمینهٔ گل و پرنده بود. در این دوره نظریه‌پردازی و و ریشه یابی و تنظیم مکتب‌ها بسیار رونق داشت.

### سلسله چینگ
در این دوره بازگشتی همه‌جانبه به سنتهای گذشته را شاهدیم.